# 溫順行動
溫順行動是諾曼第戰役中加拿大軍和波蘭軍實施的最後總攻擊行動。這次行動屬於大君作戰，目標是奪取具有重要戰略意義法國的市鎮法萊茲，並在此之後，攻佔小鎮特蘭與尚布瓦。這一行動由波蘭第1裝甲師和加拿大第1軍團攻擊德意志國防軍的B集團軍，它是第二次世界大戰中德國西部戰線中最大的一次包圍。雖然攻勢初期時因在法萊茲以北只攻佔有限地區而進展緩慢，但由斯坦尼斯瓦·毛採克指揮的波蘭第1裝甲師以創新的戰術向尚布瓦前進，使法萊茲空隙在1944年8月19日被局部封閉，約150,000名德軍士兵被困在法萊斯口袋內。
雖然法萊茲空隙的距離已經縮小到只有數百碼，但波蘭第1裝甲師的兩個戰鬥群和武裝親衛隊第2裝甲軍在蒙特奧梅爾（第262號山頭）一系列長期激烈的攻擊和防禦戰令法萊茲空隙無法快速關閉，讓成千上萬的德軍士兵逃離諾曼第。在為期兩天的連續作戰，波蘭軍隊使用火砲彈幕射擊和近身戰設法拖延7個德軍師的反攻。1944年8月21日加拿大第1軍團的單位與該戰役的波蘭軍倖存者換防及加拿大軍終於能夠與在另一面的美國第3軍團會師以封閉法萊茲口袋。這導致被困在法萊茲口袋內的德國第7軍團的剩餘單位被俘虜和投降。

## 背景
繼1944年7月25日在諾曼第戰役眼鏡蛇行動中美國第1軍團及美國第3軍團實施的突破，阿道夫·希特勒下令實施盧提西行動立即向盟軍發動反攻。奧馬爾·布萊德雷將軍指揮的美國第12集團軍通過Ultra無線電截獲和破譯密碼，被事先通知該反擊，因此給他的部隊和指揮員準備要戰勝這次反攻，並包圍盡可能多的德意志國防軍部隊。截至8月7日下午盧提西行動已經被大規模的戰鬥轟炸機對德軍坦克和卡車的空襲擊敗。在這個過程中德國第7軍團的部隊被從諾曼第攻擊前進的盟軍進一步包圍。
在這些德軍的進攻失敗後，法萊茲成為英聯邦軍隊的主要目標，因為攻佔它能幾乎完全切斷京特·馮·克魯格陸軍元帥的B集團軍。要做到這一點哈里·克雷雷爾將軍指揮新編成的加拿第1軍和蓋伊·西蒙德斯中將的加拿大隊第2軍，計劃了在英國和加拿大軍攻勢，代號為：總計行動。這次攻勢的目的是要突破諾曼第前線面對英國和加拿大軍的德軍防禦。總計行動將依賴使用重型轟炸機及新式的袋鼠裝甲運兵車實施一次具有創意的晚上攻勢以突破德軍防線。儘管最初攻佔韋里耶爾嶺和近完哈梅斯尼爾村，加拿大軍的攻勢於8月9日受阻，而德軍強大的反擊造成加拿大和波蘭的裝甲和步兵師慘重傷亡。到8月10日加拿大軍隊已達到法萊茲以北的195號山嶺。但是他們無法立即進一步推進，也一直無法攻佔法萊茲。

## 攻勢戰略

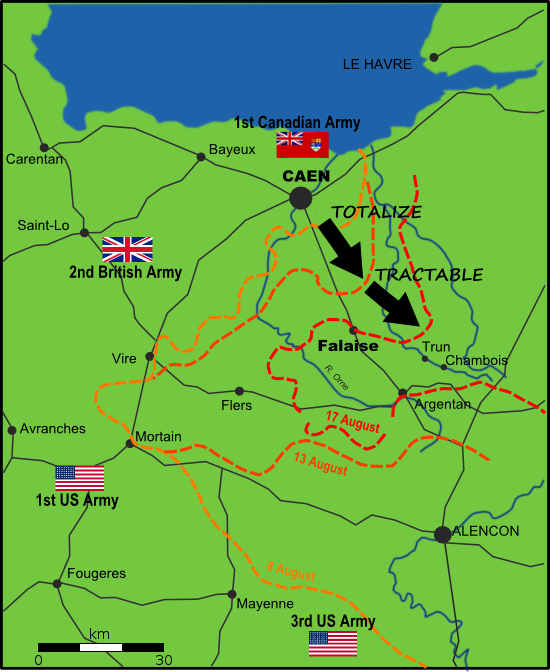
在加拿大總計及溫順行動中盟軍攻佔的地區

溫順行動的籌劃是根據總計行動的經驗教訓，特別是在機械化步兵部隊和重型轟炸機戰術轟炸的效益方面。不同於之前的行動，溫順行動於白天實施。初步的轟炸行動是為了削弱的德軍防線及後由加拿大第4裝甲師在西部側翼的195山頭實施進攻，而加拿大第3步兵師在加拿大第2裝甲旅的支援下在東部側翼攻擊，他們將在加拿大砲兵的彈幕射擊掩護下展開進攻。蒙哥馬利陸軍元帥希望加拿大軍在8月14日午夜前將攻佔法萊茲。從那裡所有的3個編隊將在為數大約10,000人之波蘭第1裝甲師的支援下指向法萊茲以東18（11英里）的特蘭。一旦到達特蘭將很快與在尚布瓦的美國第3軍團完成合圍。
抗擊西蒙德斯的主要部隊是武裝親衛隊第12希特勒青年團裝甲師，它包括另外2個步兵師的殘部。整體而言在法萊斯口袋內的德軍有接近350,000人。如果達到進攻的突然性，加拿大軍很可能已經成功地快速突破，然而在8月13日當晚，一名加拿大軍官在往返師團司令部時迷了路，他把車駛入敵人的防線，並很快陣亡，德軍在其屍體上發現了一份西蒙德斯命令的副本，因此武裝親衛隊第12裝甲師把其剩餘的大部分力量：500名擲彈兵和15輛坦克以及12門88毫米反坦克砲部署在預計敵軍出現的沿線上。

## 初步向法萊茲推進

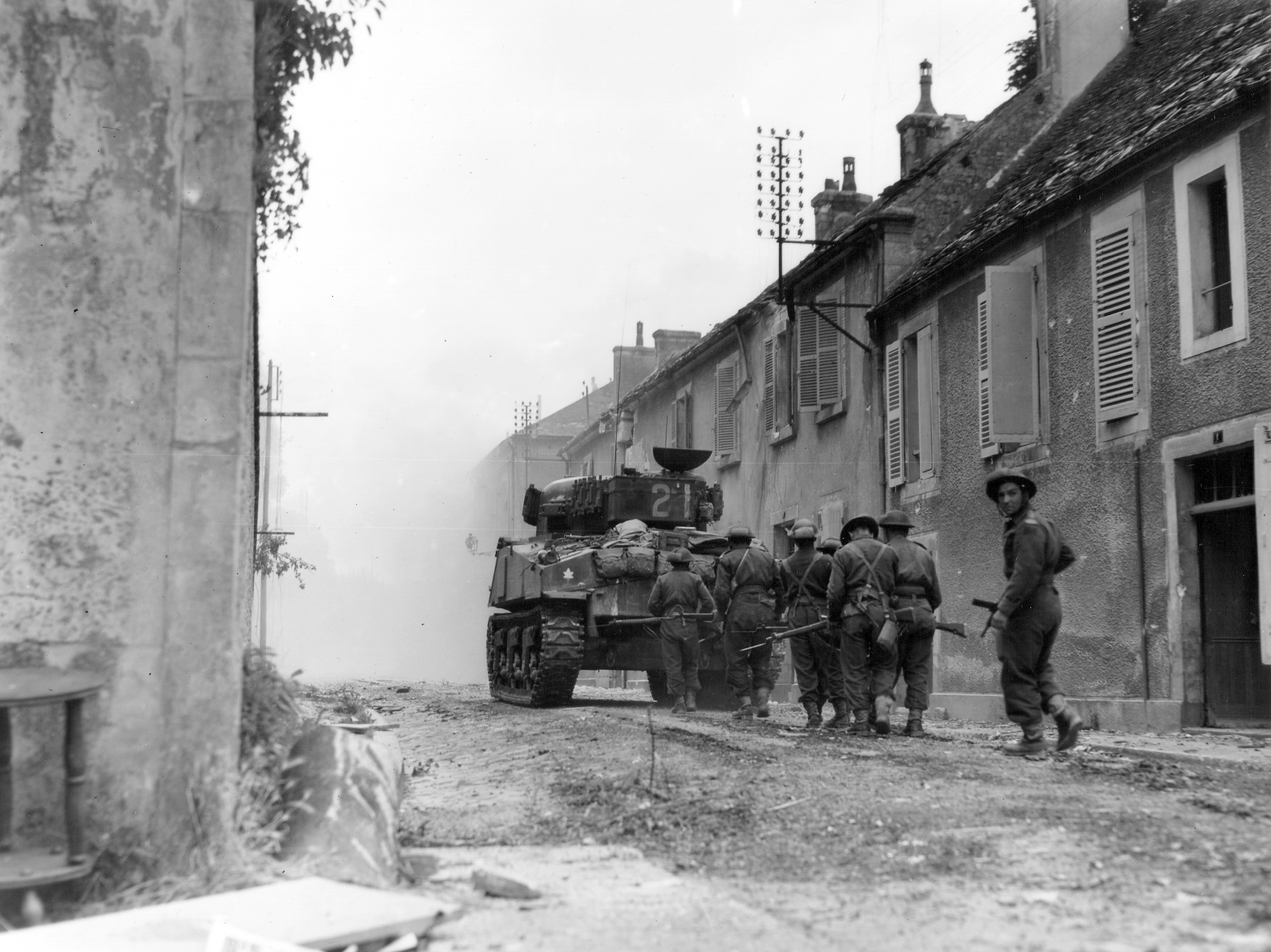
加拿大軍在裝甲部隊支援下謹慎地通過法萊茲街頭前進 ，只遇到零星抵抗

溫順行動開始於8月14日中午12時，800架蘭開斯特和哈利法克斯轟炸機襲擊德軍沿戰線上的陣地。正如托塔利澤行動一樣，許多轟炸機錯誤地未能向他們的目標投下炸彈，造成波蘭軍和加拿大軍的400人傷亡。在砲兵煙幕掩護下，加拿大軍的兩個步兵師向前推進，儘管他們的視線降低，德軍單位仍設法對加拿大第4裝甲師造成嚴重傷亡，其中包括它的裝甲旅旅長：拿斯利·布施，當時該師正向南面的法萊茲前進。整個白天加拿大第4和波蘭第1裝甲師不斷攻擊以設法強行渡過萊森河，有限的到達塞河的渡河點，但是卻允許德軍武裝親衛隊第102重營裝甲營的反擊，波蒂尼鎮在傍晚落入波蘭軍手中。到第1天日終時，加拿大第3和第4師已到達在法萊茲正北的第159號據點，但他們一直無法突入市內。為了加強他的進攻，西蒙德斯命令加拿大第2步兵師走向前線增援，希望這將足以使他的部隊攻佔該城。
雖然第1天的進度比預期慢，溫順行動於8月15日恢復，雙方的裝甲師轉向東南的法萊茲。加拿大第2和第3步兵師在加拿大第2裝甲旅的支援下，繼續各沿東南方向該鎮前進。經過嚴厲打擊，第4裝甲師攻佔Soulangy，但整體取得的成果因德軍頑強抵抗阻止了向特蘭的突破而微不足道 8月16日加拿大第2步兵師突入法萊茲城內，僅遇到武裝親衛隊單位和零星的德軍步兵輕微的反抗。雖然需要多兩天時間以清除在城裡的所有抵抗，但溫順行動的首個目標已經實現，西蒙德斯開始重組他的裝甲部隊以重新向特蘭前進來關閉法萊茲口袋。

## 8月16日–19日

### 向特蘭和尚布瓦前進
波蘭和加拿大的裝甲師在8月16日開始向特蘭前進，並為向特蘭及尚布瓦的進攻實施砲火準備。8月17日，加拿大第1軍團的2個裝甲師發動進攻。由當天下午早些時候，波蘭第1裝甲師已經完全包圍武裝親衛隊第12裝甲師，使第4裝甲師的數個編隊到達目標，並顯著擴展在特蘭西北的橋頭堡。波蘭師長斯坦尼斯瓦·毛採克，把他的部隊分成4個戰鬥群。其中之一，切斷特蘭和把自己部署到可控制該鎮和塞河河谷的高地上，允許加拿大第4裝甲師在特蘭實施一個強大的攻擊。這個鎮在8月18日上午版解放。
當加拿大和波蘭部隊解放特蘭時，毛採克的第2裝甲戰鬥群戰場調往東南部，攻佔香波斯和把未來對尚布瓦的攻擊固定在6英里的戰線上。當在最接近時，戰線位於駐守該鎮的美國第5軍4英里外。截至8月18日晚上，毛採克的所有4個戰鬥集群已經建立在尚布瓦正北部（1個在鎮外，1個靠近維穆捷，和2個在262號山頭下面)。隨著來自加拿大第4裝甲師的增援部隊迅速抵達，毛採克處於一個理想的位置，以在第二天封閉口袋。但當時的波蘭裝甲師，也令莫德爾元帥覺得有必要保持打開口袋。

### 封閉空隙
早在8月19日，西蒙德斯將軍與其師長已完成計劃以封閉空隙。在波蘭第1裝甲師2個戰鬥群西側的第4裝甲師將攻向尚布瓦。波蘭另外2個戰鬥群將東進，攻佔262號山頭以掩護攻勢的東翼。第2和第3步兵師將繼續其在對法萊茲口袋北部的磨碎攻勢，對目前已經筋疲力竭的武裝親衛隊第12裝甲師造成重大的人員傷亡。這次攻擊幾乎是在會議結束後立即開始，波蘭第1裝甲師的1個戰鬥群朝著尚布瓦前進，和由第4裝甲師的“柯里特遣隊”，掩埋他們的進攻。與此同時，2個波蘭戰鬥群向262號山嶺前進。儘管德軍的抵抗頑強，茲戈熱爾斯基戰鬥群仍能夠攻佔在262號山頭正北的137號據點。中午剛過，斯特芬諾维茨戰鬥群本身已經佔領了該山頭，在戰鬥過程中殲滅了德軍1個步兵連。戰鬥的結果，波蘭軍的傷亡人數佔了加拿大第1軍團接近一半。
到8月19日傍晚，加拿大和波蘭軍已同已經駐紮在該城的美軍第80和第90步兵師會師。在法萊茲的缺口已經關閉，以消滅莫德爾的部隊。然而，由於該會師，莫德爾的第武裝親衛隊第2裝甲軍已經開始對在262號山頭的波蘭軍實施反擊，希望重新打開口袋。隨著美軍和加拿大軍在其區域面對德軍的反擊，波蘭軍將不得不抵禦2個經驗豐富的裝甲師的反擊以保持空隙關閉。

## 8月20日的反攻

### 聖蘭伯特河畔及第117號山頭
8月20日上午，2個德軍單位，武裝親衛隊第2和第9裝甲師，攻擊波蘭軍在262號山嶺的陣地。在同一時間，德軍第16步兵師及武裝親衛隊第12裝甲師從口袋裡攻擊美軍和加拿大軍，以圖在盟軍陣地上打開一條小空隙。到上午10時左右，2,000名德國第2傘兵軍的倖存者沿塞河，以及117號據點突破加拿大軍陣地。大約在中午時分，武裝親衛隊第10，武裝親衛隊第12和第116裝甲師的幾個單位設法突破這些薄弱的陣地。

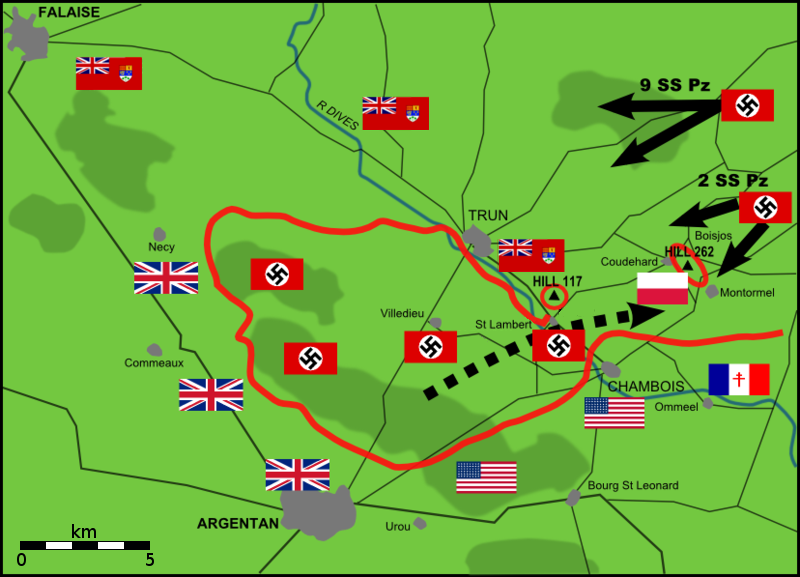
1944年8月20日德軍向加拿大-波蘭軍的陣地發動反攻

下午中旬，來自大衛·維維安·柯里陸軍少校指揮1個裝甲戰鬥群的增援部隊到達聖蘭伯特河畔，阻止2個德國軍團部隊撤離口袋。在之後36小時內，戰鬥群擊退德軍幾乎所有不斷的攻擊，摧毀1德軍7輛坦克、12門88毫米反坦克砲和40輛車輛。殘酷的戰鬥圍繞聖蘭伯特河畔進行，柯里的戰鬥群做成進攻的德軍近2,000人傷亡，其中包括300人死亡和1,100人被俘。到8月20日晚上，德軍因對聖蘭伯特河畔的攻擊而筋疲力竭；由特爾特維勒將軍指揮第84軍之倖存在尚布瓦附近，向加拿大軍和美軍投降。對於在聖蘭伯特河畔的行動，柯里陸軍少校被授予維多利亞十字勳章，是在諾曼第戰役中唯一獲此殊榮的加拿大人。

### 第262號山頭（蒙特奧梅爾）
當柯里的部隊把德軍阻擊在聖蘭伯特外圍時，毛採克的波蘭第1裝甲師之2個戰鬥群正與2個訓練有素的武裝親衛隊裝甲師從事一場持久戰。在整個19日晚上，波蘭軍隊把自己沿著南部，西南部和東北部接近262號山頭的防線部署。在蒙特奧梅爾正西南，德軍沿著後來被稱為“死亡通道”移動，因為波蘭軍實施一次協調良好的砲擊對向蒙特奧梅爾推進的德軍造成重大傷亡。

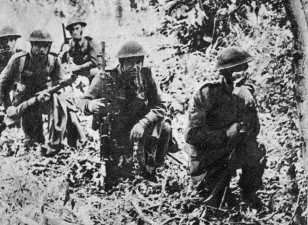
1944年8月20日，波蘭軍的步兵向在蒙特奧梅爾的掩體前進

在東北面，武裝親衛隊第2裝甲師計劃進攻計劃在262號山頭上波蘭第1裝甲師的4個步兵營和2個裝甲團。武裝親衛隊第9裝甲師從北面實施攻擊，同時阻止加拿大軍得到波蘭裝甲師的增援。在成功地於法萊茲口袋突圍後，武裝親衛隊第12、武裝親衛隊第10及第116裝甲師之後從西南進攻262號山頭。如果這一重大障礙可以被清除，德軍可以全面從法萊茲口袋撤退。
對波蘭軍陣地的第一次攻擊是由武裝親衛隊第2裝甲師的“元首”團實施。雖然波蘭高地步槍營能夠擊退這次攻擊，但使用了大量的彈藥。第二次攻擊對萎縮的波蘭戰鬥群裝甲部隊做成毀滅性的打擊。1輛在239號據點（蒙特奧梅爾東）的德軍坦克，能夠在2分鐘內擊毀5輛謝爾曼坦克。此時，第3傘兵師，以及武裝親衛隊第1裝甲師1個裝甲團，從法萊茲口袋內攻擊蒙特奧梅爾。這次攻擊被波蘭砲兵擊退，當中在其陣地附近“屠殺”德軍步兵和裝甲部隊。
當時攻擊從西南面展開，武裝親衛隊第2裝甲師恢復在山脊東北的進攻。由於波蘭軍單位當時集中在陣地以南邊緣，武裝親衛隊第2裝甲師在中午打通一條通過第3傘兵師的路徑，開闢出一條走廊從口袋突圍。下午中旬，10,000名以德軍士兵通過走廊逃跑。儘管遭到強大的反擊，波蘭軍隊繼續堅守蒙特奧梅爾的高地，他們稱為“權杖”（“Maczuga”），絕對是對通過的德軍實施協調良好砲擊的絕佳據點。這些單位的存在令德國人惱火，他們的士兵被沉重打擊，保羅·豪賽爾上將—當時指揮第7軍團—命令這些陣地要被“消滅”。雖然大量部隊，包括德軍第352步兵師和武裝親衛隊第2裝甲師的幾個戰鬥群，對波蘭第1裝甲師第8和第9營造成重大人員傷亡，最終該反擊被擊退。這場戰役已經花費了波蘭軍幾乎所有的彈藥，使他們陷入一個危險的境地。
1944年8月20日晚上7時正，20分鐘的停火被安排，以容許德軍撤離大隊的醫療車。緊接著這些車輛通過後，戰鬥被恢復和更加激烈。雖然德軍無法將波蘭軍隊逐出，但在山上的守軍已有一點疲憊。隨著彈藥數量在極低的水平，波蘭人被迫看著德國第47裝甲軍的殘餘逃出口袋。儘管如此，波蘭軍砲兵不斷對進入走廊撤走的德軍單位實施砲擊。然而，在262號山頭的波蘭戰鬥群司令斯特芬諾维茨，很懷疑他的部隊之生存機會：
“先生們。一切都失去了。我不相信[這些]加拿大人將設法幫助我們。我們只剩下110人了，與每門大砲只有50發砲彈和每輛坦克只有5發砲彈...將戰鬥進行到底！向武裝親衛隊投降是毫無意義的，你們很清楚知道的。先生們！祝你好運 - 今晚，我們為波蘭和文明死亡。我們將戰鬥到最後一排，到最後一輛坦克，然後到最後一個人。”

## 1944年8月21日

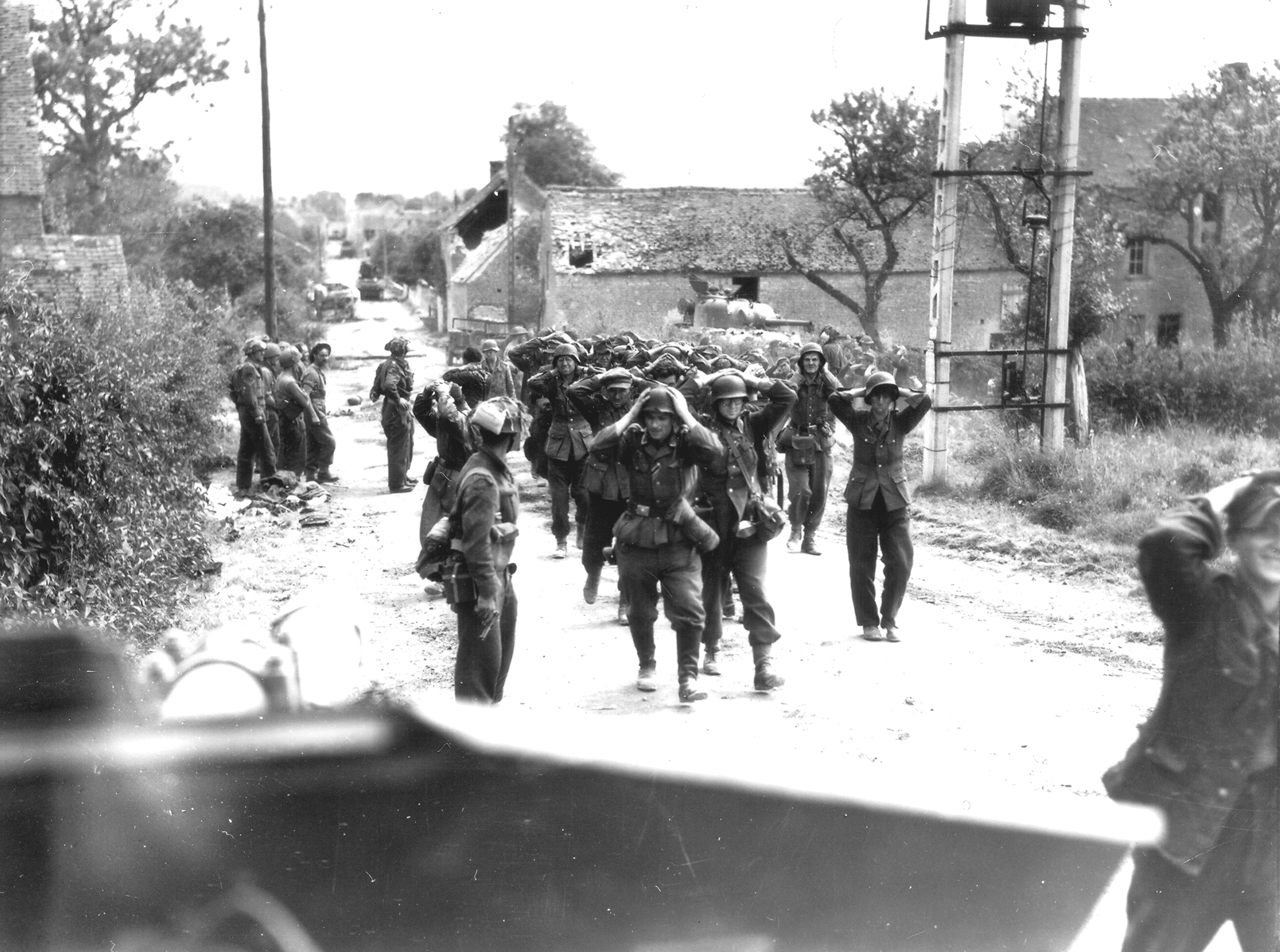
1944年8月21日在聖蘭伯特河畔的德軍投降

在白天發生殘酷的戰鬥後，蒙特·奧梅爾周圍的德國和波蘭軍隊都歡迎晚刻來臨。戰鬥是零星的，雙方均避免互相接觸。波蘭軍頻繁的砲轟中斷德軍試圖從該區域撤退。到了早上，德國對陣地的進攻已恢復。雖然沒有前一天這樣協調，攻擊仍然被堅持到達波蘭在蒙特·奧梅爾守軍最後的防線上。當剩下的波蘭軍隊擊退了進攻，他們的坦克被迫使用最後的彈藥。大約在12時，武裝親衛隊最後的殘餘對第9營的陣地發起最後的衝擊。波蘭軍隊在近距離打敗了他們。沒有進一步的攻擊；波蘭第1裝甲師2個戰鬥群在攻擊中倖存下來，儘管德軍完全包圍了3天。雷諾茲和麥吉爾弗雷的波蘭軍在“釘頭錘”的損失為351人死亡及受傷和11輛坦克被擊毀，雖然Jarymowycz提出了更高的數字，325人死亡、1,002人受傷、114人失踪—約全師百分之二十的戰鬥力。不到一個小時，加拿大格雷納迪爾衛隊成功地與斯特芬諾维茨的士兵會師。到傍晚，武裝親衛隊第2和第9裝甲師的殘餘已經開始向塞納河撤退。法萊茲空隙已經被完全封鎖，大量的德軍仍被困在口袋裡。

## 總結
1944年8月21日晚上，絕大多數留在法萊茲口袋內的德軍已經投降。幾乎所有在整個諾曼底戰役中對加拿大第1軍團造成重大損害的，強大的德軍編隊，已被消滅。2個裝甲師－教導裝甲師和武裝親衛隊第9裝甲師，現在已經是名存實亡。強大的武裝親衛隊第12裝甲師已失去百分之九十四的坦克、幾乎所有的戰防砲和百分之七十的車輛。德軍的幾個單位，尤其是第2和武裝親衛隊第12裝甲師，設法向東朝著塞納河逃脫，儘管他們大多數沒有機動設備。保守估計數在法萊茲口袋被俘的德軍士兵共有50,000人，儘管一些估計德軍在口袋內的總損失（陣亡和被俘）高達200,000人。
到8月23日，德國第7軍團的殘餘已沿著塞納河固守，以準備防衛巴黎。同時德國B集團軍的單位，包括德國第15軍團和第5裝甲軍團，轉移到南面與美軍作戰。在接下來的一周，加拿大第1軍團的單位多次攻擊在塞納河的這些德軍單位，試圖突入海峽港口。 1944年8月23日當晚，法國和美國的陸軍部隊進入巴黎。

### 傷亡

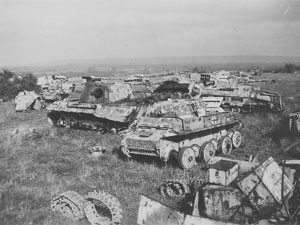
在蒙特奧梅爾被擊毀的德軍裝備

由於在8月上旬連續快速的進攻，加拿大人在溫順行動確切的傷亡人數不詳。然而，在合併托塔利澤行動及溫順行動後的損失數字為5,500名加拿大人傷亡。
德軍在溫順行動中確切的傷亡數字也不確定。雖然半可靠的數據可以發現在法萊斯口袋的總傷亡人數，但在溫順行動中沒有可供的統計數字可作提供。在之後的法萊茲包圍戰中，德國第7軍團被有效地殲滅，損失人數由50,000人至200,000人，以及超過200輛坦克、1,000門火砲及5,000輛其他車輛。只是在262號山頭的戰鬥中，德軍傷亡人數為2,000人死亡、5,000人被俘、以及55輛坦克、44門火砲和152輛裝甲車。
相比之下，溫順行動中波蘭的傷亡數字（至8月22日）是已知的。波蘭人報告共有1,441人在行動中傷亡。其中，325人死亡（包括21名軍官）、1,002人受傷（35名軍官）和114人失踪。這包括在以前的8月14日–18日於尚布瓦和奧梅爾行動中損失的263人。在波蘭人的損失數字中，50人是死於（及幾十人受傷）8月14日第2次美軍轟炸行動中美國炸彈之下。

### 戰役榮譽
在英國及英聯邦戰鬥榮譽系統中，參與溫順行動（由8月7日至22日參戰的被授與法萊茲榮譽）是在1957年被確認，在1958年及1959年頒授萊森（或“萊森”是給加拿大單位）給予8月14日至17日，尚布瓦戰鬥榮譽予從8月18日至22日參戰的士兵和聖蘭伯特河畔戰鬥榮譽予從8月19日至22日參戰的士兵。

## 附錄
1. 1 2  Van der Vat, p. 163
2. ↑  D'Este, p. 404
3. ↑  Zuehlke, p. 168
4. 1 2  Bercuson, p. 230
5. 1 2 3 4 5 6 7 8 9 10   Bercuson, p. 231
6. ↑  McGilvray, p. 52
7. ↑  D'Este, p. 429
8. ↑  Bercuson, p. 229
9. ↑  D'Este, p. 430
10. ↑  Wilmot, p. 419
11. ↑  . Memorial Mont-Ormel.   [2008-05-28]. （原始内容存档于2008-06-17）.
12. 1 2  Copp. p. 104
13. 1 2   Jarymowycz, p. 188
14. 1 2 3  Van der Vat, p. 169
15. 1 2 3  。 Bercuson, p. 232
16. 1 2 3   Jarymowycz, p. 192
17. 1 2   Zuehlke, p. 169
18. 1 2 3   Jarymowycz, p. 193
19. ↑  . Memorial Mont-Ormel.   [2008-06-30]. （原始内容存档于2009-03-22）.
20. ↑  Jarymowycz, p. 195.到了8月18日晚上，波蘭軍死亡人數達263人，而加拿大軍共計有284人死亡。
21. 1 2 3   Jarymowycz, p. 195
22. 1 2 3  . Memorial Mont-Ormel.   [2008-06-13]. （原始内容存档于2009-03-22）.
23. 1 2 3 4   Jarymowycz, p. 196
24. 1 2  . Veteran Affairs Canada.   [2008-06-30]. （原始内容存档于2009-07-20）.
25. ↑  D'Este, p. 456
26. ↑  Fey, p. 175
27. ↑  Jarymowycz, p. 197
28. 1 2 3 4   Van der Vat, p. 168
29. 1 2 3   D'Este, p. 458
30. 1 2  Jarymowycz, p. 201
31. 1 2  . Memorial Mont-Ormel.   [2008-06-13]. （原始内容存档于2009-03-22）.
32. 1 2 3  McGilvray, p. 54
33. ↑   Reynolds, p. 280
34. 1 2   Bercuson, p. 233
35. ↑  Fey, p. 176
36. 1 2 3  Keegan, p. 410
37. ↑  D'Este, p. 455
38. ↑  Copp, p. 106
39. ↑  Keegan, p. 414
40. ↑  Jarymowycz, p. 203
41. ↑  Rodger, p. 248

## 外部連結
- Stacey, Colonel Charles Perry; Bond, Major C.C.J.  (PDF). The Queen's Printer and Controller of Stationery Ottawa.  [1960]  [2008-08-20]. （原始内容 (PDF)存档于2008-09-12）.

48°53′34″N 0°11′31″W / 48.89278°N 0.19194°W